# What Evil Lurks
What Evil Lurks — дебютный мини-альбом британской группы The Prodigy, вышедший в 1991 году.

## Об альбоме
В самом начале Лиэм Хаулетт записал около 10 треков на аудиокассету, которую потом слушали его друзья Кит Флинт, Максим Реалити и другие. В XL Recordings было отобрано 4 композиции, в которых потом был улучшен звук, и они вышли на виниловых пластинках. Записанные Лиэмом десять композиций, с которых началась история «The Prodigy» как исполнителей и как группы, выпускающей пластинки, представляли собой подборку чисто андеграундовых композиций. Для первого сингла были взяты четыре вещи: «Android», «Everybody in the Place», «We Gonna Rock» и «What Evil Lurks» — последняя композиция дала название всей пластинке, которая была выпущена в феврале 1991 года.
Было продано 7 000 экземпляров. 27 сентября 2004 года состоялось переиздание альбома на компакт-диске. Звучание дебютного сингла напоминало работы рейв-коллектива Altern-8. Убыстрённые голоса хип-хоп-исполнителей, немного семплов из разных электронных андеграундовых рейв-композиций и жёсткие басы.

## Список композиций

### Сторона А
- A1. «What Evil Lurks» (4:23)
- A2. «We Gonna Rock» (4:34)

### Сторона Б
- B1. «Android» (5:04)
- B2. «Everybody in the Place» (3:27)